# Herman te Riele
Hermanus Johannes Joseph te Riele (Den Haag, 5 januari 1947) is een Nederlands wiskundige die tot 1 januari 2012 werkzaam was aan het Centrum Wiskunde & Informatica in Amsterdam met een specialisatie in algoritmen in de discrete tomografie, factorisatie van grote getallen, cryptografie in getallenlichamen en bevriende getallen. Hij staat bekend om het bewijzen van de juistheid van de Riemann-hypothese voor de eerste 1,5 miljard niet-triviale nullen van de Riemann-zetafunctie met Richard Brent, Jan van de Lune en Dik Winter in 1982. Hij is ook bekend om zijn weerlegging, samen met Andrew Odlyzko, van het vermoeden van Mertens in 1987.
In 1970 studeerde te Riele af in de wiskunde aan de Technische Universiteit Delft. In 1976 promoveerde hij aan de Universiteit van Amsterdam in de wiskunde en natuurkunde. In 1985 weerlegde hij samen met Andrew Odlyzko het vermoeden van Mertens. In 1987 vond hij een nieuwe bovengrens voor π(x) - Li(x) (zie getal van Skewes).
Te Riele werd op 2 december 2011 benoemd tot Officier in de Orde van Oranje-Nassau. Hij kreeg deze onderscheiding voor zijn onderzoek aan priemgetallen en cryptografie en voor zijn jarenlange vrijwilligerswerk voor kerk en samenleving.